# Marcus Wyatt (Skeletonpilot)
Marcus Wyatt (* 14. Dezember 1991 in Honiton) ist ein britischer Skeletonsportler. 2024 wurde er erstmals Europameister im Einzel im Skeleton.

## Karriere
Weston wuchs in der Grafschaft Devon auf, spielte in seiner Jugend bis zu den Männern zunächst Fußball in Seaton im Amateurbereich. Während seines Psychologiestudiums an der Swansea University begann er American Football im Uniteam zu spielen und brachte es zu einigem Erfolg. Nach den Olympischen Winterspielen in Sotschi nahm Wyatt kurz vor seinem Studienabschluss am Power2Podium-Programm teil und wurde für Skeleton gesichtet. Anderthalb Jahre später vertrat Wyatt im März 2016 erstmals die Farben von Großbritannien im Nordamerikacup.
Für die Saison 2016/17 wurde Wyatt für den Europa und Intercontinentalcup gemeldet. Im Europacup erreichte er dabei am 11. November 2016 in Igls mit Platz 4 sein bestes Ergebnis. Nach nur 5 Rennen im Europacup gab Wyatt noch in der gleichen Saison am 13. Januar 2017 in Calgary sein Debüt im Intercontinentalcup. In diesem Cupwettbewerb ließ bereits beim zweiten Start in Lake Placid mit Rang 2 erstmals aufhorchen. Wyatts Entwicklung bewog den britischen Verband, ihn für die Saison 2017/18 im Intercontinental und erstmals auch für den Weltcup zu melden. Nach einstelligen Platzierungen im Intercontinentalcup im November 2017 gab Wyatt am 12. Dezember 2017 in Innsbruck sein Weltcupdebüt. Wyatt startete bei den weiteren drei restlichen Weltcuprennen und belegte zum Saisonende Platz 22 in der Weltcupgesamtwertung. Die Olympischen Winterspiele 2018 kamen für Wyatt als Athlet allerdings noch zu früh. Ob seiner Leistungen wurde er in das Ambitions Programm der British Olympic Association aufgenommen und besuchte als Zuschauer die Olympischen Skeletonwettbewerbe in Pyeongchang.
In der Saison 2018/19 startete Wyatt zunächst erneut im Interconticup, bei dem er in allen vier Rennen auf dem Podium stand und den Wettbewerb in Igls gewann. Anschließend startete er in seine erste volle Weltcupsaison, die er in der Gesamtwertung mit einem 6. Platz abschloss. Damit war Wyatt nach dem Rücktritt von Olympiastarter Dominic Parsons plötzlich der beste Brite im Skeletonbereich. Ein 12. Platz im Einzel bei seiner ersten Weltmeisterschaft, aber vor allem der fünfte Platz bei der Europameisterschaft rundeten die erfolgreiche Saison ab.
In der Folgesaison 2019/20 gelang Wyatt am 24. November 2019 in Sotschi der zweite Sieg im Interconticup. In seiner zweiten vollen Weltcupsaison belegte er zum Saisonende Rang neun, bestes Weltcupergebnis war ein vierter Platz. In der Saison 2020/21 errang Wyatt am 27. November 2020 in Sigulda mit Rang 3 erstmals einen Podestplatz. Die Olympiasaison 2021/22 verlief für Wyatt jedoch eher enttäuschend. Im Weltcup erreichte er nur den 19. Platz der Gesamtwertung und mittlerweile war ihm mit Matt Weston ein starker Konkurrent im eigenen Lager erwachsen, der mit Rang 10 in der Weltcup-Gesamtwertung nunmehr der stärkste britische Skeletoni war. Beide Athleten wurden für die Olympischen Winterspiele 2022 nominiert, dort folgte allerdings die Ernüchterung. Seit Wiedereinführung der Sportart Skeleton bei Olympischen Spielen im Jahr 2002 hatten britische Athleten bei allen Spielen Olympiamedaillen errungen, zuletzt Bronze bei den Männern für Dominic Parsons sowie Gold und Bronze bei den Frauen für Elizabeth Yarnold und Laura Deas bei den Olympischen Winterspielen 2018 in Pyeongchang. Somit war die Erwartungshaltung bei der traditionsreichen Skeleton-Nation für Peking recht hoch. Allerdings war nach dem Rücktritt des sehr erfolgreichen britischen Nationaltrainers Andi Schmid ein Abwärtstrend bei den britischen Skeletonis zu beobachten. Bei Olympia 2022 erlebten die britischen Skeletonis nachgerade ein Debakel. Bei den Frauen belegten die britischen Athletinnen die Plätze 19 und 22, bei den Männern belegte Wyatt direkt hinter Matt Weston Rang 16.
Nach dieser großen Enttäuschung für den britischen Verband wurde im Mai 2022 zunächst der Coach der lettischen Legende Martins Dukurs, der Österreicher Matthias Guggenberger verpflichtet. Im August 2022 konnte der britische Verband den nächsten Coup vermelden. Dukurs selbst wurde für den Olympiazyklus bis zu den Olympischen Winterspielen 2026 als Performance Coach verpflichtet.
Die Neuverpflichtungen im Trainerstab zeigten schon zu Beginn der Saison 2022/23 sofort Wirkung. Den Weltcupauftakt in Whistler gewann Wyatt und auch in der Folge belegte er neben zwei Podiumsplatzierungen immer Ränge in den Top Ten. Zum Saisonende belegte Wyatt den dritten Platz in der Weltcupgesamtwertung hinter Christopher Grotheer und Teamkollege Matt Weston. Dieser krönte dies Saison mit dem Welt- und Europameistertitel während Wyatt bei der Weltmeisterschaft Fünfter wurde und bei der Europameisterschaft den vierten Platz belegte.
Erst in der Saison 2023/24 gelang Wyatt der erste Titel. Während er in der Weltcupgesamtwertung Platz fünf belegte und bei der Weltmeisterschaft zwei 4. Plätze erzielte, gelang ihm bei der Europameisterschaft in Sigulda vor Teamkollege Matt Weston sein bisher größter Triumph. Mit 16 Hundertstel Vorsprung wurde er Skeleton-Europameister.

## Platzierungen nach Saison
| Saison  | Weltcup | WM     | WM    | EM  | OS  |
| Saison  | Weltcup | Einzel | Mixed | EM  | OS  |
| ------- | ------- | ------ | ----- | --- | --- |
| 2017/18 | 22.     | −      | −     | –   | –   |
| 2018/19 | 6.      | 12.    | −     | 5.  | –   |
| 2019/20 | 9.      | 10.    | 11.   | 7.  | –   |
| 2020/21 | 8.      | 12.    | 7.    | 12. | –   |
| 2021/22 | 19.     | –      | –     | 15. | 16. |
| 2022/23 | 3.      | 5.     | −     | 4.  | –   |
| 2023/24 | 5.      | 4.     | 4.    | 1.  | –   |
| 2024/25 | 2.      | 2.     | DSQ.  | 2.  | –   |

## Weltcupsiege
| Nr. | Datum         | Ort       | Bahn                                 |
| --- | ------------- | --------- | ------------------------------------ |
| 01. | 24. Nov. 2022 | Whistler  | Whistler Sliding Centre              |
| 02. | 6. Dez. 2024  | Altenberg | Rennschlitten- und Bobbahn Altenberg |
| 03. | 13. Dez. 2024 | Sigulda   | Rodelbahn Sigulda                    |